# James Belushi
James Adam „Jim” Belushi (Chicago, 1954. június 15. –) amerikai színész, humorista és zenész. John Belushi színész fiatalabb testvére.
Emlékezetesebb alakítása volt Michael Dooley nyomozó a Kutyám, Jerry Lee (1989), a Kutyám, Jerry Lee 2. (1999) és a Kutyám, Jerry Lee 3. (2002) című akciófilmekben.
2001–2009 között a Jim szerint a világ című szituációs komédia főszereplője volt.

## Fiatalkora
1954. június 15-én született Chicagóban, albán bevándorló szülők gyerekeként. Szüleivel és három testvérével az illinoisi Wheatonban nőtt fel. A középiskolában egyik tanára figyelt fel improvizációs ügyességére és rávette, hogy lépjen be az iskolai színjátszókörbe. Ezt követően a dráma klub tagja lett.
Később a DuPage Főiskola hallgatója volt, majd a Southern Illinois Egyetemre járt, ahol diplomát szerzett beszéd és színházi művészetek tagozaton.

## Pályafutása
1977-ben három évre csatlakozott a Chicago's Second City színtársulathoz, aminek bátyja, az 1982-ben elhunyt John Belushi is tagja volt. 1978-ban Garry Marshall producer látta őt játszani egy darabban, ami után tévészerepet adott neki a Who's Watching the Kids? című szituációs komédiában. Egy kisebb, stáblistán nem feltüntetett szerepet kapott Brian De Palma Örjöngés (1978) című filmjében. Michael Keaton mellett szerepelt a Working Stiffs című tévéshowban. 1981-ben jtűnt fel első komolyabb szerepében a Michael Mann rendezésében készült Az erőszak utcái című filmben, James Caan és Willie Nelson countryzenész partnereként. 1983-ban a Saturday Night Live szereplőgárdájához csatlakozott két évre.
Ezután változatos szerepekben játszott: drogdílerrel dacoló középiskolai igazgatót Az új diri (1987) című drámában, értelmi fogyatékost az Országúti vagányokban (1989), majd korrupt rendőrnyomozót a Bűnös szándék (1997) című bűnügyi thrillerben. 2003-ban Dan Aykroyddal közösen lemezt adott ki Have Love, Will Travel címmel, 2006-ban pedig megjelent első könyve Az igazi férfiak nem kérnek bocsánatot címmel.
Magyarországon a nagyközönség többek között a Kutyám, Jerry Lee (1989) akciófilmben ismerhette meg, ahol Dooley felügyelőt alakította. A Huncutka (1991) című családi vígjátékban egy csavargót játszott, aki egy kilencéves kislány társaságában járja az utcákat és próbál boldogulni. Emellett feltűnt a Szerepcsere (1983), a Rémségek kicsiny boltja (1986) és a Salvador (1986) című filmekben is.

## Magánélete
2009. október 10-én Bamir Topi albán elnöktől megkapta az albán állampolgárságot.
Háromszor nősült, és három gyermeke született. Jelenlegi felesége Jennifer Sloan, akivel 1998-ban állt az oltár elé.

## Filmográfia

### Film
| Év 2005 | Magyar cím Szahara                             | Eredeti cím Sahara                        | Szerep Joe Gunn őrmester        | Magyar hang Kőszegi Ákos |
| ------- | ---------------------------------------------- | ----------------------------------------- | ------------------------------- | ------------------------ |
| 1981    | Az erőszak utcái                               | Thief                                     | Barry                           |                          |
| 1983    | Szerepcsere                                    | Trading Places                            | Harvey                          | Kerekes József           |
| 1983    | Szerepcsere                                    | Trading Places                            | Harvey                          | Józsa Imre               |
| 1985    | Magas barna férfi felemás cipőben              | The Man with One Red Shoe                 | Morris                          | Forgács Péter            |
| 1986    | Rémségek kicsiny boltja                        | Little Shop of Horrors                    | Patrick Martin                  | Végh Péter               |
| 1986    | Rémségek kicsiny boltja                        | Little Shop of Horrors                    | Patrick Martin                  | Galbenisz Tomasz         |
| 1986    | Salvador                                       | Salvador                                  | Doctor Rock                     | Gesztesi Károly          |
| 1986    | Spiclik, sipirc!                               | Jumpin' Jack Flash                        | autószereplő                    | Sinkovits-Vitay András   |
| 1986    | Mi történt az éjjel?                           | About Last Night...                       | Bernie Litgo                    | Kerekes József           |
| 1987    | Az új diri                                     | The Principal                             | Rick Latimer igazgató           | Haás Vander Péter        |
| 1987    | Belevaló fickók                                | Real Men                                  | Nick Pirandello                 | Felföldi László          |
| 1987    | Belevaló fickók                                | Real Men                                  | Nick Pirandello                 | Tarján Péter             |
| 1988    | Vörös zsaru                                    | Red Heat                                  | Art Ridzik őrmester             | Dörner György            |
| 1989    | Kutyám, Jerry Lee                              | K-9                                       | Michael Dooley nyomozó          | Koroknay Géza            |
| 1989    | Országúti vagányok                             | Homer and Eddie                           | Homer Lanza                     | Kerekes József           |
| 1989    | Gyagyás nyomozás                               | Who's Harry Crumb?                        | férfi a buszon (cameo)          |                          |
| 1990    | Filofax, avagy a sors könyve                   | Taking Care of Business                   | Jimmy Dworski                   | Stohl András             |
| 1990    | Mr. Végzet                                     | Mr. Destiny                               | Larry Joseph Burrows            | Forgács Péter            |
| 1990    | Mr. Végzet                                     | Mr. Destiny                               | Larry Joseph Burrows            | Kőszegi Ákos             |
| 1990    | Motoros rockerek                               | Masters of Menace                         | Gypsy                           |                          |
| 1990    | Tisztességes gyilkosok                         | Dimenticare Palermo                       | Carmine Bonavia                 | Selmeczi Roland          |
| 1990    |                                                | Wedding Band                              | tiszteletes                     |                          |
| 1991    | Huncutka                                       | Curly Sue                                 | Bill Dancer                     | Gáti Oszkár              |
| 1991    | Egy bérgyilkos naplója                         | Diary of a Hitman                         | Shandy                          | Tóth Tamás               |
| 1991    | Mama pici fia                                  | Only the Lonely                           | Sal Buonarte rendőr             | Gáspár Sándor            |
| 1991    | Abraxas – A világ őrangyala                    | Abraxas, Guardian of the Universe         | Latimer                         |                          |
| 1992    | Vérvörös rúzsnyomok                            | Traces of Red                             | Jack Dobson                     | Háda János               |
| 1992    | Vérvörös rúzsnyomok                            | Traces of Red                             | Jack Dobson                     | Kerekes József           |
| 1992    | Volt egyszer egy gyilkosság                    | Once Upon A Crime                         | Neil Schwary                    | Gáti Oszkár              |
| 1992    | Volt egyszer egy gyilkosság                    | Once Upon A Crime                         | Neil Schwary                    | Koroknay Géza            |
| 1992    | Volt egyszer egy gyilkosság                    | Once Upon A Crime                         | Neil Schwary                    | Galambos Péter           |
| 1993    | Az utolsó akcióhős                             | Last Action Hero                          | önmaga (cameo)                  | Imre István              |
| 1995    | Pajzs a résen, avagy a tökéletlen erő          | Canadian Bacon                            | Charles Jackal riporter         |                          |
| 1995    | Fele/más                                       | Separate Lives                            | Tom Beckwith                    | Csankó Zoltán            |
| 1995    | Ki nevet a végén?                              | Destiny Turns on the Radio                | Tuerto                          |                          |
| 1996    | Hull a pelyhes                                 | Jingle All the Way                        | áruházi télapó                  | Balázs Péter             |
| 1996    | Napszekerek                                    | Race the Sun                              | Frank Machi                     | Forgács Péter            |
| 1997    | Időcsavar                                      | Retroactive                               | Frank Lloyd                     | Haás Vander Péter        |
| 1997    | Időcsavar                                      | Retroactive                               | Frank Lloyd                     | Barabás Kiss Zoltán      |
| 1997    | Életveszélyben (Az ördög építésze)             | Living in Peril                           | Harrison / Oliver               | Medgyesfalvy Sándor      |
| 1997    | Arany az utcán                                 | Gold in the Streets                       | Mario                           |                          |
| 1997    | Bűnös szándék                                  | Gang Related                              | Frank Davinci nyomozó           | Gesztesi Károly          |
| 1997    |                                                | Bad Baby                                  | apa (hangja)                    |                          |
| 1997    | Amikor a farok csóválja…                       | Wag the Dog                               | önmaga                          |                          |
| 1999    | Angel bosszúja                                 | Angel's Dance                             | Stevie 'The Rose' Rosellini     |                          |
| 1999    | Embervadászok                                  | Made Men                                  | Bill "The Mouth" Manucci        | Koroknay Géza            |
| 1999    | Kutyám, Jerry Lee 2.                           | K-911                                     | Mike Dooley nyomozó             | Józsa Imre               |
| 1999    | A bár                                          | The Florentine                            | Billy Belasco                   | Koroknay Géza            |
| 1999    | A legdinkább diótörő                           | The Nuttiest Nutcracker                   | Reginald az egérkirály (hangja) |                          |
| 2000    | Szívedbe zárva                                 | Return to Me                              | Joe Dayton                      | Sörös Sándor             |
| 2000    | Szívedbe zárva                                 | Return to Me                              | Joe Dayton                      | Kassai Károly            |
| 2001    | Akárki Joe                                     | Joe Somebody                              | Chuck Scarett                   | Gesztesi Károly          |
| 2002    | Kutyabajnok                                    | Snow Dogs                                 | Demon (cameo hangja)            | Haás Vander Péter        |
| 2002    | Pinokkió                                       | Pinocchio                                 | farmer (angol hangja)           |                          |
| 2002    |                                                | One Way Out                               | Harry Woltz                     |                          |
| 2002    | Kutyám, Jerry Lee 3.                           | K-9: P.I.                                 | Mike Dooley nyomozó             | Koroknay Géza            |
| 2003    |                                                | Easy Six                                  | Elvis                           |                          |
| 2004    |                                                | DysEnchanted (rövidfilm)                  | doktor                          |                          |
| 2005    | PiROSSZka – A jó, a rossz, a farkas, MEGAnagyi | Hoodwinked!                               | vadász (hangja)                 | Csuja Imre               |
| 2005    | A Yamada család                                | My Neighbors the Yamadas                  | Takashi (angol hangja)          |                          |
| 2005    |                                                | Tugger: The Jeep 4x4 Who Wanted to Fly    | Tugger (hangja)                 |                          |
| 2006    | Vadkaland                                      | The Wild                                  | Benny (hangja)                  | R. Kárpáti Péter         |
| 2007    | Ultrakopó                                      | Underdog                                  | Dan Unger                       | Koroknay Géza            |
| 2007    |                                                | Once Upon a Christmas Village (rövidfilm) | Santa Claus (hangja)            |                          |
| 2007    | Pingvin-show                                   | Farce of the Penguins                     | pingvin (hangja)                |                          |
| 2008    | Scooby-Doo és a Koboldkirály                   | Scooby-Doo! and the Goblin King           | Glob (hangja)                   | Háda János               |
| 2008    | Hókölykök                                      | Snow Buddies                              | Bernie (hangja)                 |                          |
| 2010    | Szellemíró                                     | The Ghost Writer                          | John Maddox                     | Koroknay Géza            |
| 2011    | Randiügynökség                                 | Cougars, Inc.                             | Dan Fox                         | Papp János               |
| 2011    | Szilveszter éjjel                              | New Year's Eve                            | építésvezető                    | Papp János               |
| 2012    | Megrázó tehetség                               | Thunderstruck                             | Amross edző                     | Papp János               |
| 2013    |                                                | The Secret Lives of Dorks                 | Bronco                          |                          |
| 2013    | Visszatérés Óz birodalmába                     | Legends of Oz: Dorothy's Return           | Oroszlán (hangja)               | Schneider Zoltán         |
| 2015    | Otthon, édes pokol                             | Home Sweet Hell                           | Les                             | Vass Gábor               |
| 2016    | A teljes igazság                               | The Whole Truth                           | Boone                           | Kőszegi Ákos             |
| 2016    |                                                | The Hollow Point                          | Shep Diaz                       |                          |
| 2016    |                                                | Undrafted                                 | Jim                             |                          |
| 2016    | Katie búcsút int                               | Katie Says Goodbye                        | 'Bear'                          |                          |
| 2017    |                                                | A Change of Heart                         | Hank                            |                          |
| 2017    |                                                | Sollers Point                             | Carol                           |                          |
| 2017    | Wonder Wheel – Az óriáskerék                   | Wonder Wheel                              | Humpty                          | Gyabronka József         |
| 2022    | Gigi és Nate                                   | Gigi & Nate                               | Dan Gibson                      |                          |
| 2024    |                                                | Fight Another Day                         | Duke                            |                          |

### Televízió

#### Tévéfilm
| Év   | Magyar cím                    | Eredeti cím                       | Szerep                   | Magyar hang     |
| ---- | ----------------------------- | --------------------------------- | ------------------------ | --------------- |
| 1984 |                               | The Best Legs in the Eighth Grade | Saint Valentine          |                 |
| 1986 |                               | The Birthday Boy                  | Bob                      |                 |
| 1994 | Royce – Titkosügynök a pácban | Royce                             | Shane Royce              | Vass Gábor      |
| 1994 | Balhés bankett                | Parallel Lives                    | Nick Dimas               | Szakácsi Sándor |
| 1995 | Szahara                       | Sahara                            | Joe Gunn őrmester        | Kőszegi Ákos    |
| 1997 | Nicsak, ki mindenki beszél?   | Dog's Best Friend                 | Skippy (hangja)          |                 |
| 1999 | A bosszú törvénye             | Justice                           | Frank Spello             | Csuja Imre      |
| 2000 | Megválaszolatlan kérdések     | Who Killed Atlanta's Children?    | Pat Laughlin             |                 |
| 2006 | Casper az Ijesztő Iskolában   | Casper's Scare School             | Alder (hangja)           |                 |
| 2014 |                               | Stan Lee's Mighty 7: Beginnings   | Mr. Cross (hangja)       |                 |
| 2017 | Hé, Arnold! – A Dzsungel film | Hey Arnold!: The Jungle Movie     | Wittenberg edző (hangja) | Várkonyi András |

#### Sorozat
| Év        | Magyar cím                     | Eredeti cím                                 | Szerep                         | Megjegyzések                                                    |
| --------- | ------------------------------ | ------------------------------------------- | ------------------------------ | --------------------------------------------------------------- |
| 1978–1979 |                                | Who's Watching the Kids?                    | Bert Gunkel                    | 11 epizód                                                       |
| 1979      |                                | Working Stiffs                              | Ernie O'Rourke                 | 9 epizód                                                        |
| 1982      |                                | Laverne & Shirley                           | 'Wheezer'                      | 1 epizód                                                        |
| 1983–1985 | Saturday Night Live            | Saturday Night Live                         | több szereplő                  | 33 epizód (forgatókönyvíró)                                     |
| 1984      |                                | Faerie Tale Theatre                         | Mario                          | 1 epizód                                                        |
| 1993      | Vad pálmák                     | Wild Palms                                  | Harry Wyckoff                  | minisorozat (5 epizód)                                          |
| 1993      |                                | The Building                                | Billy Shoe                     | 1 epizód                                                        |
| 1994–1997 | Jaj, a szörnyek!               | Aaahh!!! Real Monsters                      | Simon a szörnyvadász (hangja)  | 8 epizód                                                        |
| 1995      |                                | Santo Bugito                                | Baby Face (hangja)             | 1 epizód                                                        |
| 1995      |                                | Duckman: Private Dick/Family Man            | Saul Monella / rendőr (hangja) | 1 epizód                                                        |
| 1995      | Bunkó és Vész                  | Pinky and the Brain                         | egyéb hangok                   | 3 epizód                                                        |
| 1995      |                                | The Twisted Tales of Felix the Cat          | egyéb hangok                   | 1 epizód                                                        |
| 1995–1996 |                                | Gargoyles                                   | Fang (hangja)                  | 3 epizód                                                        |
| 1996      | Timon és Pumbaa                | Timon & Pumbaa                              | varacskos disznó (hangja)      | 1 epizód                                                        |
| 1996      | A kullancs                     | The Tick                                    | Mr. Fleener (hangja)           | 1 epizód                                                        |
| 1996      | KaBlam!                        | KaBlam!                                     | Louie a kamáleon (hangja)      | 1 epizód                                                        |
| 1996–1997 | Kerge kacsák                   | Mighty Ducks                                | Phil Palmfeather (hangja)      | 23 epizód                                                       |
| 1996–1999 | Hé, Arnold!                    | Hey Arnold!                                 | Jack Wittenberg edző (hangja)  | 4 epizód                                                        |
| 1997      |                                | Total Security                              | Steve Wegman                   | 13 epizód                                                       |
| 1997      | Boci és Pipi                   | Cow and Chicken                             | Butch (hangja)                 | 1 epizód                                                        |
| 1997      | Louie élete                    | Life with Louie                             | Jack (hangja)                  | 1 epizód                                                        |
| 1997      |                                | The Blues Brothers: The Animated Series     | Jake (hangja)                  | 8 epizód                                                        |
| 1997–1998 |                                | The Larry Sanders Show                      | önmaga                         | 2 epizód                                                        |
| 1998      | Herkules                       | Hercules                                    | Nesztór (hangja)               | 2 epizód                                                        |
| 1998      |                                | Stories from My Childhood                   | Peter (hangja)                 | 1 epizód                                                        |
| 1999      | Robbie, a rénszarvas           | Hooves of Fire                              | Santa Claus / Tapír (hangja)   | különkiadás                                                     |
| 2000–2001 |                                | Beggars and Choosers                        | Freddy Falco                   | 4 epizód                                                        |
| 2001      | Vészhelyzet                    | ER                                          | Dan Harris                     | 1 epizód                                                        |
| 2001–2009 | Jim szerint a világ            | According to Jim                            | James "Jim" Orenthal           | - 182 epizód - vezető producer - magyar hangja: - Koroknay Géza |
| 2002      | Fecsegő tipegők                | Rugrats                                     | Santa Claus (hangja)           | 1 epizód                                                        |
| 2002      | Mizújs, Scooby-Doo?            | What's New, Scooby-Doo?                     | Asa Buckwald (hangja)          | 1 epizód                                                        |
| 2002–2006 | Jimmy Neutron kalandjai        | The Adventures of Jimmy Neutron: Boy Genius | Gruber edző (hangja)           | 3 epizód                                                        |
| 2003      | Ozzy és Drix                   | Ozzy & Drix                                 | Quinine százados (hangja)      | 1 epizód                                                        |
| 2003      |                                | I'm with Her                                | Leslie Buren                   | 1 epizód                                                        |
| 2004      |                                | Less than Perfect                           | Eddie Smirkoff                 | 1 epizód                                                        |
| 2005      |                                | George Lopez                                | felügyelő                      | 1 epizód                                                        |
| 2005      |                                | Fatherhood                                  | hivatalnok (hangja)            | 1 epizód                                                        |
| 2009      | Manny mester                   | Handy Manny                                 | Sal (hangja)                   | 1 epizód                                                        |
| 2010–2011 | Jog/Ászok                      | The Defenders                               | Nick Morelli                   | 18 epizód                                                       |
| 2012      | Dr. Plüssi                     | Doc McStuffins                              | Glo-Bo (hangja)                | 6 epizód                                                        |
| 2015      | Mutassatok egy hőst!           | Show Me a Hero                              | Angelo R. Martinelli           | 3 epizód                                                        |
| 2015      |                                | Building Belushi                            | önmaga                         | 6 epizód                                                        |
| 2015      |                                | Urban Cowboy                                | Stoval marsall                 | próbaepizód                                                     |
| 2015–2016 |                                | TripTank                                    | srác / apa (hangja)            | 2 epizód                                                        |
| 2015–2016 |                                | Good Girls Revolt                           | William 'Wick' McFadden        | 6 epizód                                                        |
| 2016      | A 7T                           | The 7D                                      | Coachy edző (hangja)           | 1 epizód                                                        |
| 2017      | Twin Peaks                     | Twin Peaks                                  | Bradley Mitchum                | 6 epizód                                                        |
| 2018      |                                | Salvage                                     | Duke                           | próbaepizód                                                     |
| 2019      | Trollok – A dallam szól tovább | Trolls: The Beat Goes On!                   | Dad Cloud (hangja)             | 1 epizód                                                        |
| 2020–2023 |                                | Growing Belushi                             | önmaga                         | főszereplő                                                      |

## Fordítás
- Ez a szócikk részben vagy egészben  a   James Belushi című angol Wikipédia-szócikk fordításán alapul.  Az eredeti cikk szerkesztőit annak laptörténete sorolja fel. Ez a jelzés csupán a megfogalmazás eredetét és a szerzői jogokat jelzi, nem szolgál a cikkben szereplő információk forrásmegjelöléseként.